# Paissy
Paissy är en kommun i departementet Aisne i regionen Hauts-de-France i norra Frankrike. Kommunen ligger  i kantonen Craonne som ligger i arrondissementet Laon. År 2022 hade Paissy 79 invånare.

## Befolkningsutveckling
Antalet invånare i kommunen Paissy
Referens: INSEE